# Малі Некрасови
Малі Некра́сови (рос. Малые Некрасовы) — присілок у складі Афанасьєвського району Кіровської області, Росія. Входить до складу Пашинського сільського поселення.
Населення становить 8 осіб (2010, 23 у 2002).
Національний склад станом на 2002 рік — росіяни 65 %, комі-перм'яки 35 %.